# Ermita de San Pedro de Quilchano
La ermita de San Pedro de Quilchano es un edificio religioso de origen románico, situado en el despoblado español de Quilchano, en Álava (País Vasco).

## Localización
El edificio se encuentra en el despoblado de Quilchano, del municipio de Elburgo, perteneciente a la provincia de Álava. Desde Argómaniz, un camino vecinal de unos 3 km conduce hasta la ermita, situada sobre una pequeña colina.

## Historia
Aunque hay noticias de su existencia desde el siglo XI, la primera referencia  documental que se tiene sobre el lugar de Gulciano (así denominado entonces) es la que aparece en la carta del obispo de Calahorra Jerónimo Aznar que enumera las parroquias de los arciprestazgos de Álava en 1257. Gulciano fue una de las aldeas que pasó a formar parte de Elburgo cuando Alfonso XI otorgó a esta población el fuero y título de villa en 1337. La primera iglesia sufrió un derrumbe parcial a causa de un desprendimiento de tierra, lo que obligó a comienzos del siglo XIV a reconstruir una parte del edificio. Se dice que en el mismo siglo XIV la aldea se despobló debido a una enfermedad que asoló la población. El abandono ya consta como definitivo en 1484. La actual ermita era la parroquia de la aldea.
Hacia mediados del siglo XVIII la ermita debía encontrarse en un lamentable estado de conservación, a juzgar por las constantes quejas de los visitadores recogidas en los libros de fábrica. En 1996 la Diputación Foral de Álava realizó obras integrales de restauración en la ermita.
La ermita está bajo el cuidado conjunto de los concejos de Argómaniz, Guevara, Elburgo, Echávarri-Urtupiña y Mendíjur.

## Descripción

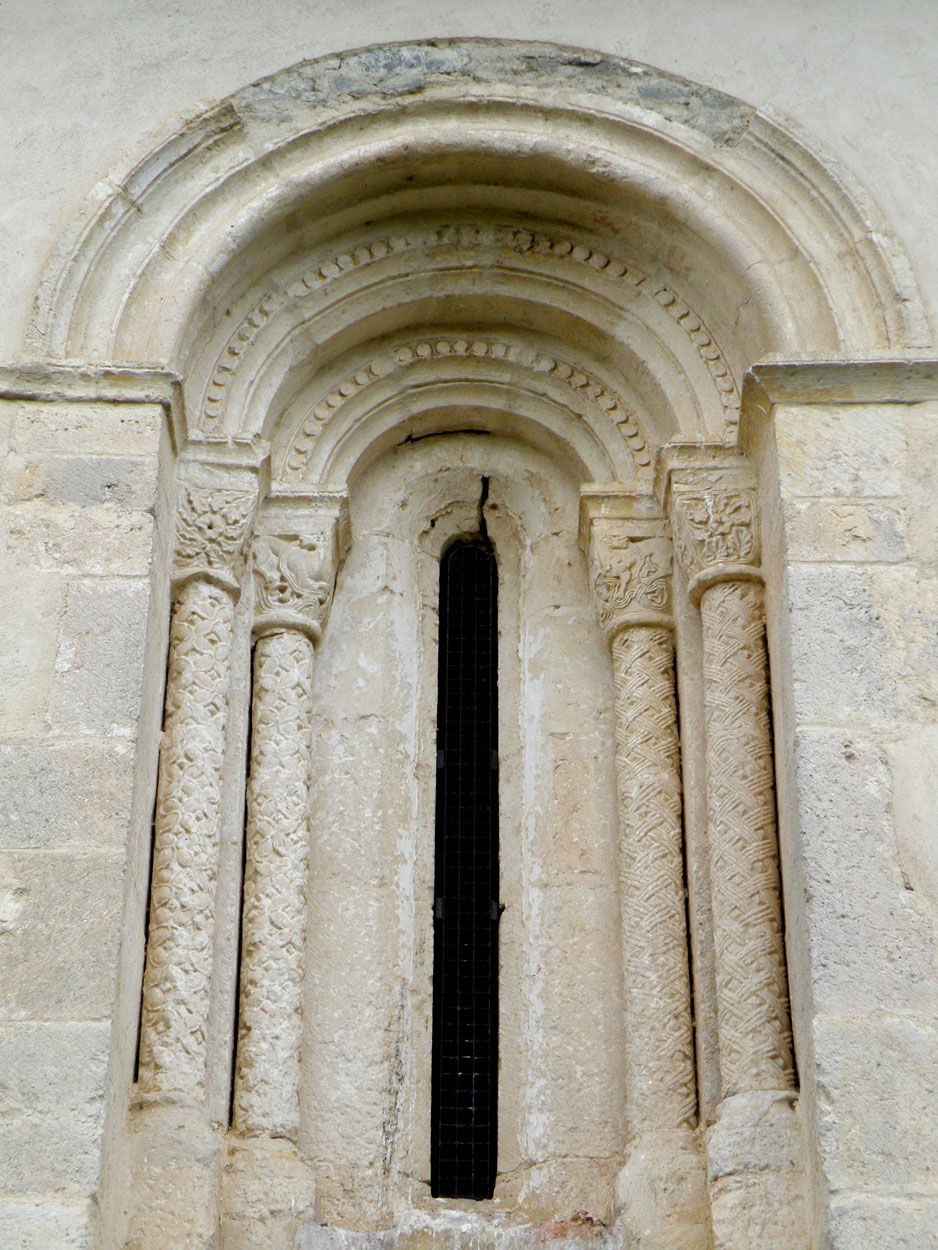
Ventanal románico

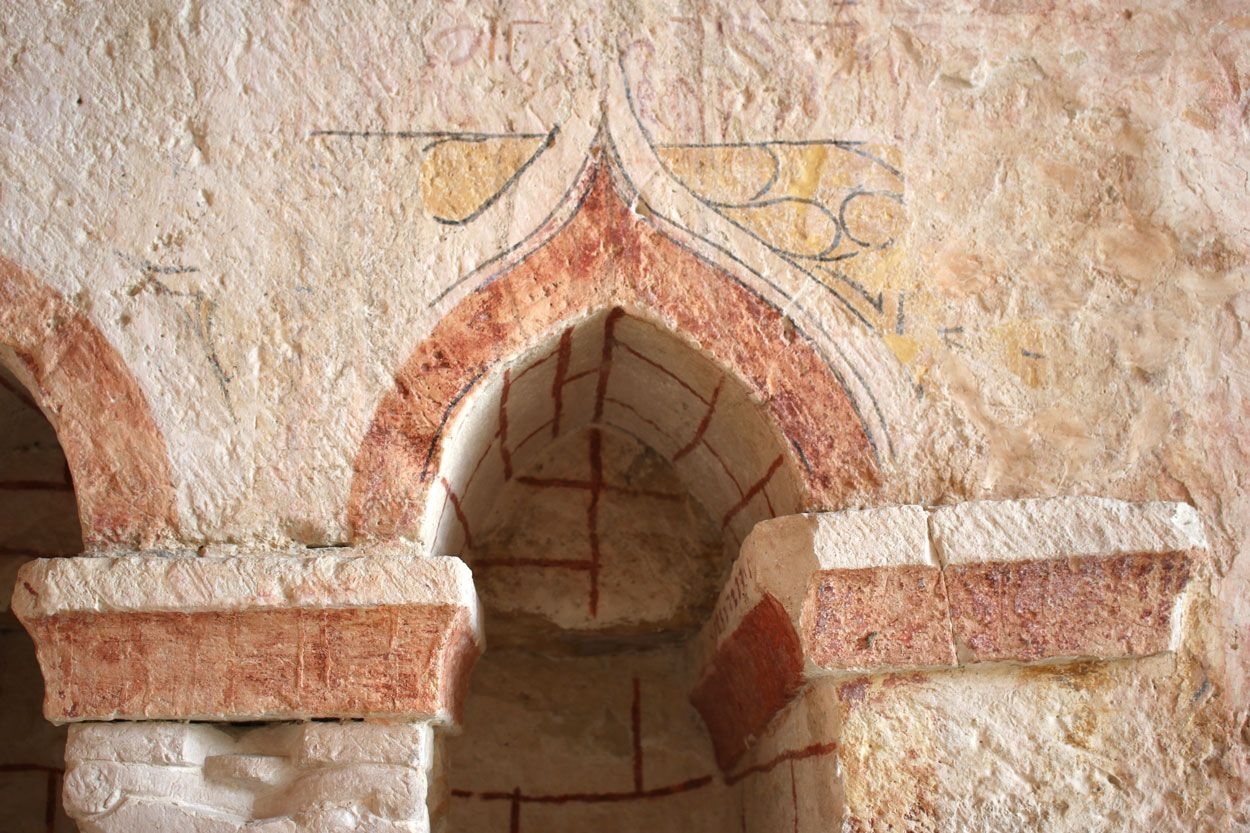
Interior pintado de la ermita de Quilchano

El templo es mencionado en el segundo volumen del Diccionario geográfico-estadístico-histórico de España y sus posesiones de Ultramar de Pascual Madoz, en la entrada correspondiente a Argómaniz, donde la ermita aparece descrita con las siguientes palabras: al E. se halla la ermita de San Pedro en el despoblado de Quilchano, cuyos vec. en el siglo XIV pasaron con los de otras ald. á poblar la v. de El Burgo.
La iglesia original era más grande, pero los sucesivos derrumbes, que empezaron incluso antes de la anexión de la aldea a Elburgo en 1337, las reconstrucciones, el posterior abandono del lugar y el expolio sufrido en el siglo XVII, redujeron su tamaño. Se trata de un templo con una sola nave y cabecera recta.

### Exterior
Dos de los elementos más destacados del edificio son sus ventanales románicos que son, junto a parte de la cimentación, los únicos restos que se conservan de la primera iglesia de Quilchano. Se pueden datar a finales del siglo XII o comienzos del siglo XIII. Estos ventanales están inspirados claramente en la Puerta Speciosa de Estíbaliz; los capiteles relacionan esta construcción, además de con varias otras próximas, con la ermita de San Miguel de Zumetxaga, en Vizcaya.

### Interior
El ábside estaba cubierto con una bóveda de crucería, de la que se conservan el arranque de los nervios que la reforzaban. Cuando se reformó el templo en el siglo XVIII se derribó esta bóveda y se construyó una barroca. Presenta una cubierta de madera, que se levanta sobre una estructura metálica que se colocó durante su restauración moderna para evitar el derrumbe.

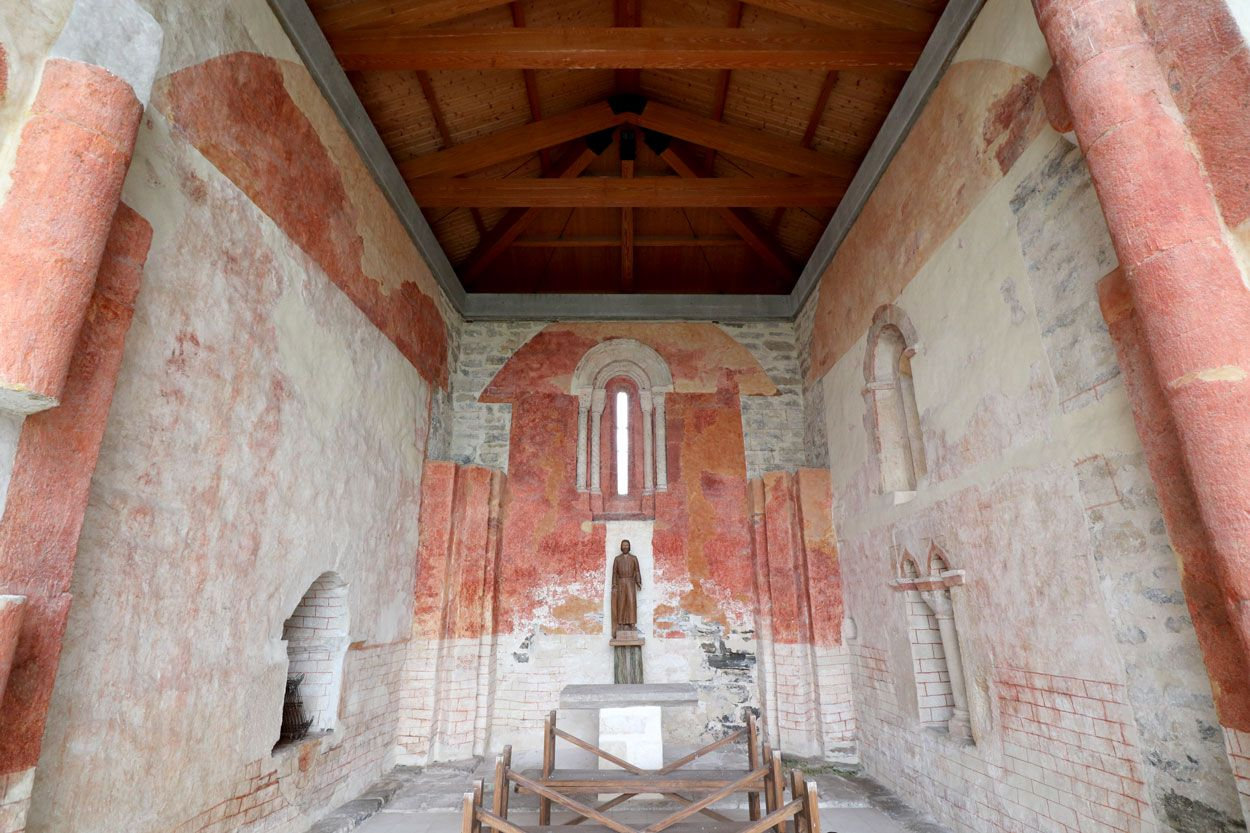
Interior de la ermita con los muros pintados

Existen diversas capas pictóricas aplicadas en las múltiples fases constructivas y reestructuraciones que ha sufrido la iglesia. De la fase medieval se conservan varios despieces de línea simple en color rojo sobre blanco, una decoración típica de las iglesias románicas de la Llanada Alavesa, pero que también se observa en otros puntos del territorio.
De la fase correspondiente al siglo XIV se conservan también algunos vestigios cromáticos, principalmente en el muro sur, donde se aprecian una especie de cenefas en amarillo delineadas en negro. Es interesante comprobar cómo la pintura transforma y actualiza en clave gótica los arcos de la iglesia románica.
La mayor parte de las pinturas que se aprecian en el interior del templo corresponden a la tercera fase constructiva de la iglesia. Son pinturas mucho más sencillas y, básicamente, cubren de color rojo la superficie de la pared. De esta fase, quizá lo más llamativo sea el trampantojo de la hornacina del muro norte, en el que se intuye la forma de un templete con columnas clásicas y una escalinata de acceso.